# Working on the Highway
Working on the Highway è un brano musicale di Bruce Springsteen, pubblicato sull'album Born in the U.S.A.
Come alcune delle canzone dell'album, il brano doveva essere registrato in una versione acustica.
La versione del brano che fu pubblicata su Born in the U.S.A. fu registrata nel maggio del 1982 alla Power Station a New York.